# Maison de Pavle Horvat
La maison de Pavle Horvat (en serbe cyrillique : Кућа Павла Хорвата ; en serbe latin : Kuća Pavla Horvata) est située à Belgrade, la capitale de la Serbie, dans la municipalité urbaine de Zemun. En raison de sa valeur architecturale, cette maison, construite en 1910, figure sur la liste des biens culturels de la Ville de Belgrade.

## Présentation
La maison, située 4 rue Ivićeva, a été construite en 1910 dans un style Art nouveau. Elle se trouvait sur le domaine de l'ingénieur Pavle Horvat, qui fut l'auteur du nouveau plan d'urbanisme de Zemun en 1911. La maison dispose d'une cave, d'un rez-de-chaussée et d'un étage. La façade, symétrique, est ordonnancée autour d'une légère avancée centrale où se trouve l'entrée principale ; cette projection est soulignée par un tympan triangulaire orné d'un cartouche ; l'attique est orné de diverses figures. Le toit mansardé est recouvert de tuiles noires. Les ouvertures sont richement ornées.